# Jan Domino
Jan Domino (ur. 18 czerwca 1945 w Aschaffenburgu, zm. 28 maja 2025) – polski piłkarz występujący na pozycji pomocnika.

## Kariera
Karierę rozpoczął w klubie KS Mosina. W zespole grał w latach 1957–1962. W 1962 trafił do drużyny Lecha Poznań; w sezonie 1962/1963 zadebiutował w I lidze. Było to 21 kwietnia 1963, a przeciwnikiem był ŁKS Łódź. W tym samym sezonie spadł z zespołem do II ligi. W II lidze grał przez kolejne sezony. W 1972 powrócił do I ligi. W najwyższej klasie rozgrywkowej grał do 1976. Na najwyższym poziomie rozgrywkowym rozegrał 60 spotkań i strzelił 1 gola.
5 czerwca 2025 został pochowany na cmentarzu parafialnym w Mosinie.